# Księży Młyn
Księży Młyn (deutsch Pfaffendorf auch Mühle Pfaffendorf, wörtliche Übersetzung Pfarrers Mühle) ist ein Teil der Stadt Łódź in Polen. Das Gebiet grenzt an den Südosten des heutigen Stadtzentrums.

## Geographische Lage
Księży Młyn befindet sich südlich der Straße Al. Piłsudskiego und nördlich der Straße Tymienieckiego. Im Westen bildet etwa die Straße Kilińskiego die Begrenzung. Die Ostgrenze befindet sich etwas östlich der Straße Przędzalniana.

## Geschichte
1428 wurde eine Mühle eines Pfarrers am Fluss Jasień errichtet. Das Gebiet um die Mühle wurde später Księży Młyn und von deutschen Siedlern Pfaffendorf genannt. Lange Zeit war in diesem Gebiet kaum eine Entwicklung zu verzeichnen. So gab es Mitte des 18. Jahrhunderts nur zwei Katen in der Gegend. 1822 gehörte das Gebiet zu den Regierungsgütern Łaznów und besaß drei Häuser mit insgesamt 28 Einwohnern. Per Beschluss vom 21. November 1823 wurde das Gebiet Teil des Ortes Łódź und sollte als Fabrikgelände genutzt werden. Das Gebiet wurde Teil der Textilkolonie Łódka. 1827 errichtete Christian Friedrich Wendisch aus Chemnitz eine dreigeschossige Spinnerei an der Straße ul. Przędzalniana (Ecke St. Emiliestraße). 1870 erwarb Karl Scheibler das Gebiet Księży Młyn. Drei Jahre darauf  nahm Scheibler eine viergeschossige Spinnerei mit 70.000 Spindeln und 1200 Webstühlen in Betrieb. Ab 1876 erwarb Scheibler angrenzende Grundstücke bis zur ul. Fabryczna.

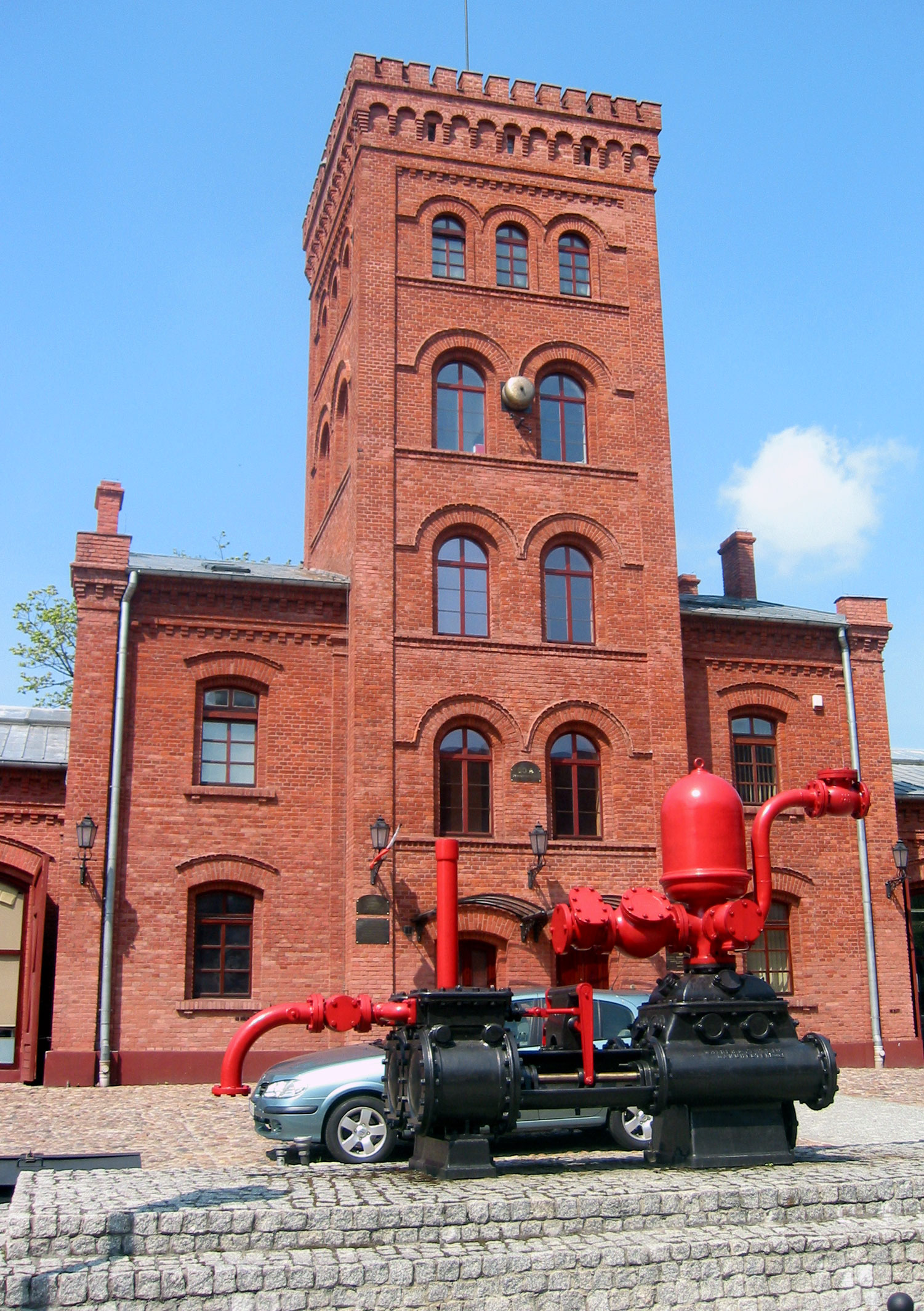
Die Feuerwache (2005)

In der Folge wurde hier eine quasi autonome Industriestadt mit Fabrikgaswerk, Bahnhof, Arbeiterwohnhäusern und einer Schule errichtet. Die 1876 eröffnete Schule war für die Söhne der Arbeiter, Meister und Angestellte der Scheibler-Werke eingerichtet. Später wurden auch Mädchen unterrichtet. 1878 wurde ein Gebäude für eine Pferdefeuerwehr an der Straße Św. Emilii 30 (St. Emiliestraße 30, später ul. W. Tymienieckiego 30) errichtet. 1882 erfolgte der Bau eines Geschäfts, 1883 bis 1884 einer Feuerwehrremise und 1884 eines Fabrikkrankenhauses. Neben den zahlreichen Grünanlagen gab es einen Lesesaal, einen Tanzsaal sowie ein Blasorchester für die Arbeiter. Während des Ersten Weltkrieges beschlagnahmten die Deutschen Maschinen und Rohstoffe der Fabriken des Geländes. Dabei wurden auch die Fabriken der deutschen Fabrikanten nicht verschont. Nach dem Krieg begann wiederum ein Aufschwung in der Wirtschaft bis zur Weltwirtschaftskrise. Zu Beginn des Zweiten Weltkriegs wurden die Fabriken weiter betrieben, erhielten aber 1941,  zur Zeit der deutschen Besatzung, einen Betriebsführer der NSDAP.
Nach der Niederlage der Wehrmacht wurde Księży Młyn wieder Teil Polens. Die jetzt Pod Zarządem Państwowym Zjednoczone Zakłady Włokienniecze K. Scheiblera i L. Grohman (Vereinigte K.-Scheibler- und Grohman-Textilwerke unter Staatsverwaltung) genannte Fabrik nahm bereits am 21. Januar 1945 wieder ihren Betrieb auf. Zum 3. Januar 1946 wurde das Werk, wie alle großen Industrieunternehmen in Polen, verstaatlicht und in Państwowe Zakłady Przemysłu Bawełnanego Nr. 1 (Staatlicher Baumwollbetrieb Nr. 1) umbenannt. 1950 waren hier 14.000 Arbeiter beschäftigt. 1951 wurde das Unternehmen in vier Sektionen geteilt, 1962 erfolgte wieder die Zusammenlegung in das Unternehmen Uniontex. Bis in die 1980er Jahre produzierte das Unternehmen erfolgreich. Mit dem politischen und wirtschaftlichen Umbruch in Polen und dem Wegfall der Absatzmärkte in der Sowjetunion sank die Produktion von 1986 14.221 Tonnen Garn auf 7073 im Jahr 1990.

## Einwohnerentwicklung
1822 lebten 28 Einwohner in Księży Młyn.
1880 lebten etwa 6.000 Menschen auf dem Gebiet von Księży Młyn.

## Sehenswürdigkeiten
Eine der Sehenswürdigkeiten ist der Palast der Familie Scheibler, welcher unmittelbar neben der Fabrik und der Arbeitersiedlung steht. Das Gebäude wurde im Lauf der Zeit erweitert und umgebaut. Seine endgültige Gestalt erhielt es 1886 durch den Warschauer Architekten E. Lilpop. Heute befindet sich in den Räumen das Museum für Kinematographie.

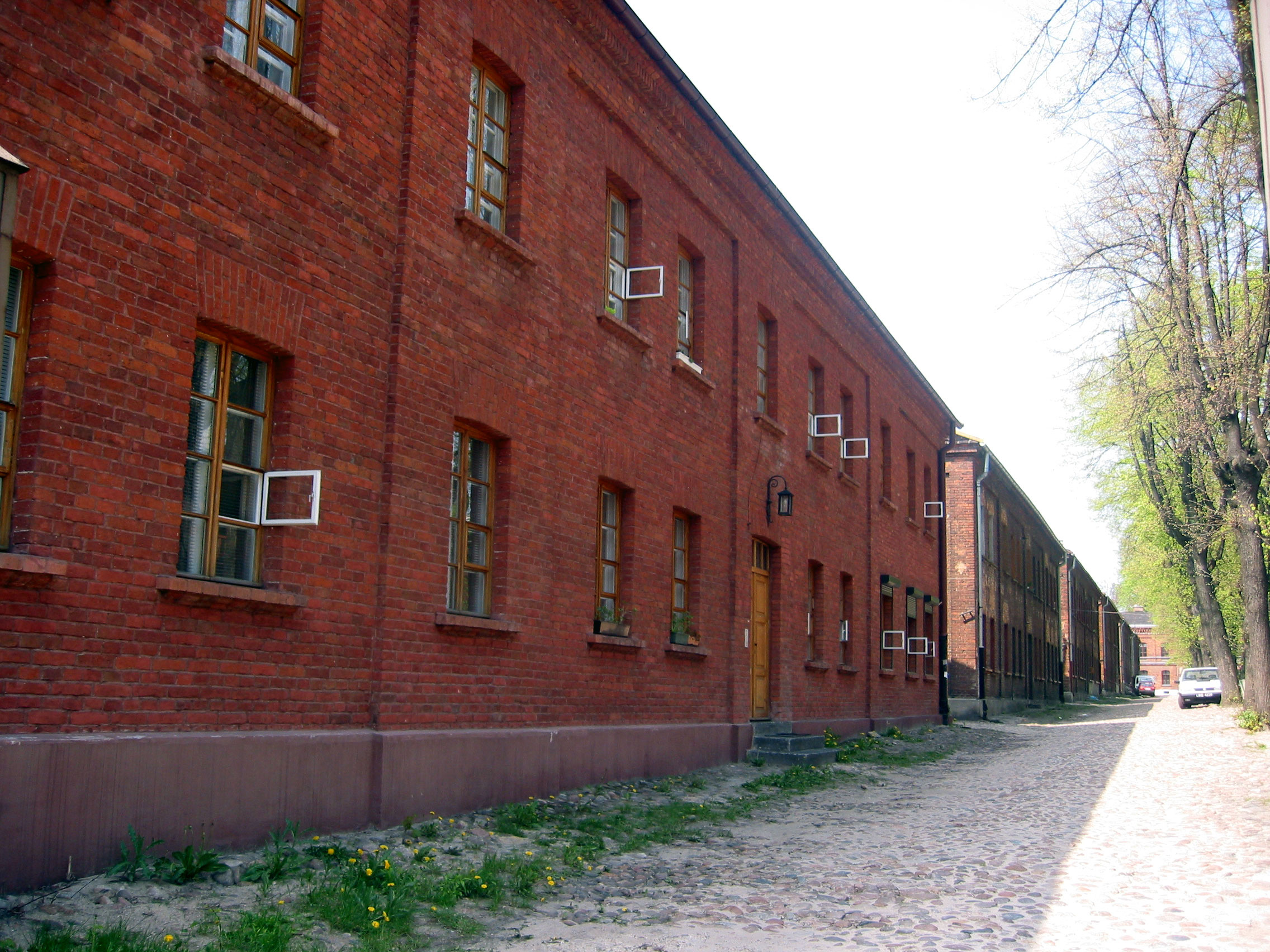
Die Arbeiterhäuser

Weiterhin ist die Arbeitersiedlung heute noch in großen Teilen erhalten und bewohnt. Die Wohnungen in den Häusern waren Ein- oder Zweifamilienhäuser mit 25 bzw. 40 m² Wohnfläche. Die Wohnungen wurden inzwischen vergrößert und haben Küchen sowie Sanitäranlagen, beides ursprünglich nicht vorhanden, erhalten. Das Schulgebäude bildet den Abschluss der Hauptallee der Siedlung.

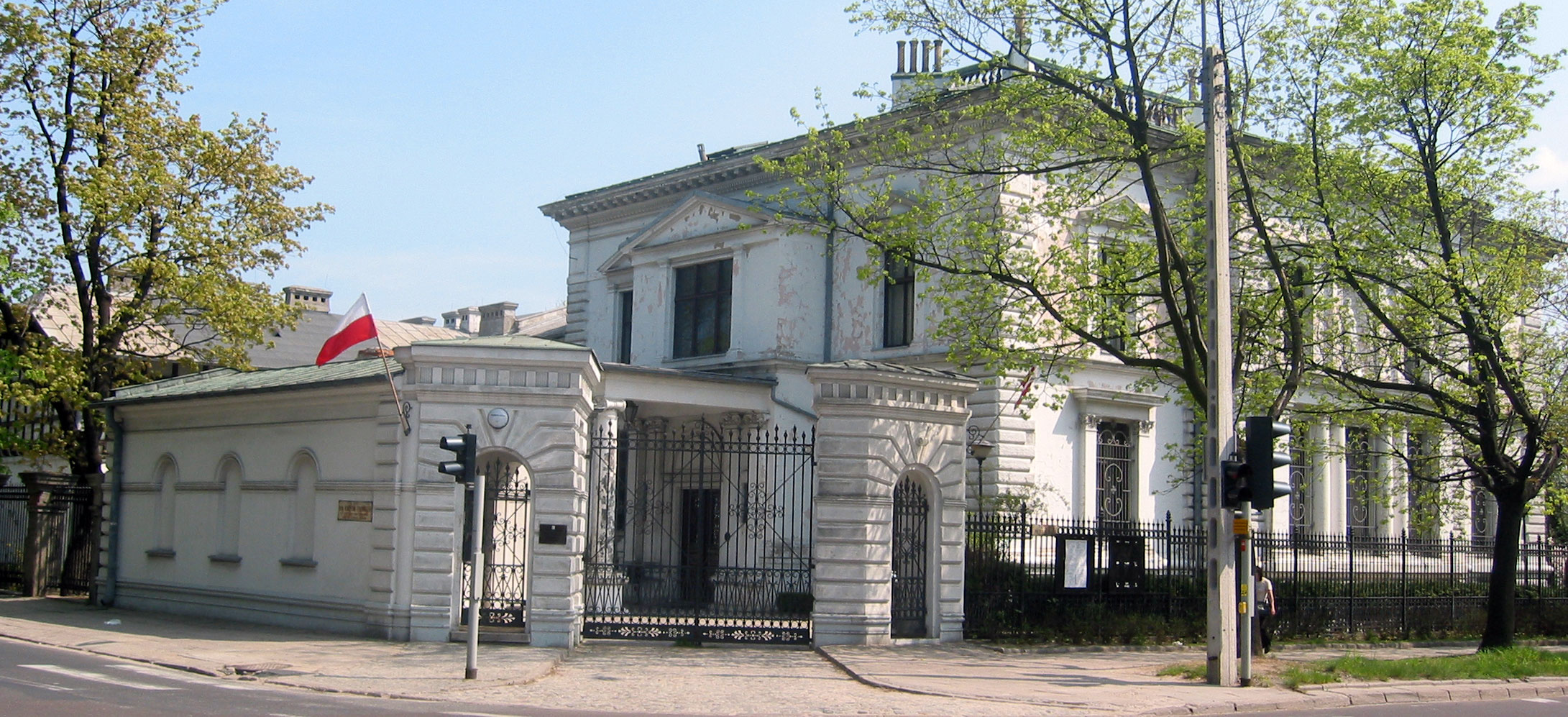
Villa von Eduard Herbst

Die Villa des Fabrikanten Eduard Herbst ist heute ebenfalls ein Museum, hier ist die Einrichtung des Gebäudes im 19. Jahrhundert ausgestellt.
Weiterhin befinden sich auf dem Gebiet von Księży Młyn die Filmhochschule Łódź, das Buchkunst- und das Künstlermuseum.

## Verweise